# Sylvain Moreau
Pour les articles homonymes, voir Moreau.
Sylvain Moreau (né le 13 juin 1966 à Tours) est un athlète français, spécialiste du 400 mètres haies.

## Biographie
Il est sacré champion de France du 400 mètres haies en 1991 à Dijon.
Il participe aux championnats du monde d'athlétisme 1991 à Tokyo et s'incline dès les séries du 400 m haies.